# Goalkeeper

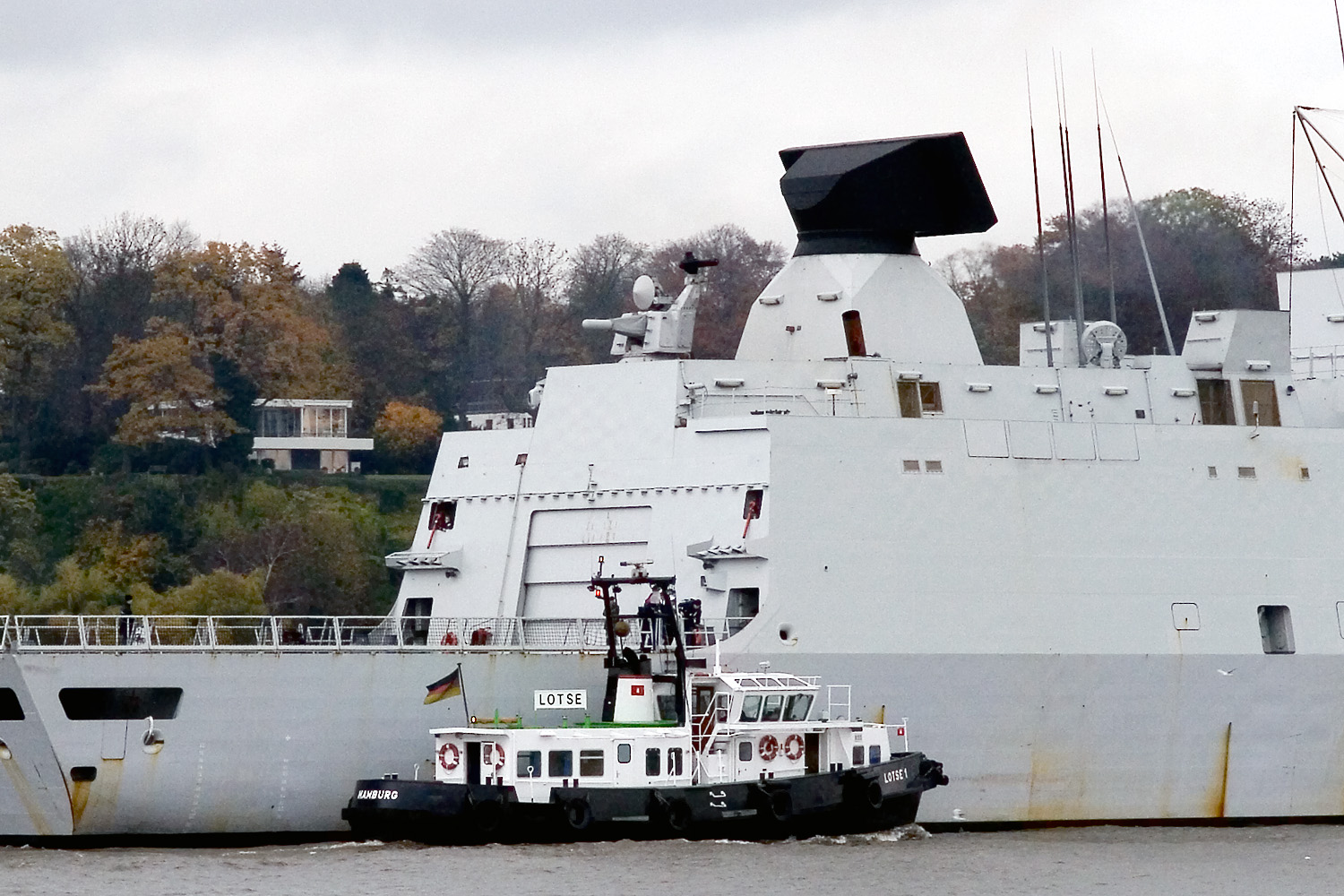
Goalkeeper auf der niederländischen Fregatte De Zeven Provinciën

Goalkeeper (englisch für Torwart) ist ein Nahbereichsverteidigungssystem (englisch close-in weapon system, CIWS) für Schiffe, das in den Niederlanden von der Firma Thales Naval Nederland produziert wird. Das System wird von verschiedenen Seestreitkräften eingesetzt und kann auch für den Schutz von Flugplätzen verwendet werden.
Es ist ein vollautomatisiertes und autonomes Waffensystem, das schnell auf das Schiff zukommende Flugkörper, Flugzeuge und Oberflächenfahrzeuge auf kurze Reichweite zerstören soll. Das System durchläuft den gesamten Prozess der Luftraumüberwachung, Zielerfassung und Zerstörung des Zieles bis hin zur Auswahl des nächsten Ziels mit größter Priorität vollkommen eigenständig, kann jedoch auch durch die Operationszentrale (OPZ) des Schiffes gesteuert werden.

## Entwicklung
Die Entwicklung des Goalkeeper CIWS begann im Jahre 1975 durch die Firma Signaal (heute Thales Nederland) in Zusammenarbeit mit General Electric, welche die GAU-8-Gatlingkanone zur Verfügung stellten. 1979 wurde der erste Prototyp namens „EX-83“ von der niederländischen Marine demonstriert und im Jahr darauf von ihr in Dienst gestellt.
1990 wurden auch von der United States Navy Erprobungen durchgeführt, bei denen drei verschiedene Flugkörper erfolgreich abgefangen wurden.

## Beschreibung
Goalkeeper erfasst das Ziel über das 2D-X-Band-Suchradar, das bis zu 18 Ziele gleichzeitig erfassen kann. Das Gefechtsradar wird daraufhin auf die durch das Suchradar ermittelte Flugrichtung des Ziels eingestellt. Das Gefechtsradar nutzt X- und Ka-Band, was dem Radar erlaubt, die Signale des Suchradars schnell und ohne eigenen Suchvorgang zu übernehmen. Außerdem können die Signale des Suchradars genutzt werden, um diese zu vergleichen, und eventuelle Störsignale (EloGM) zu überwinden (EloSM). Zusätzlich wird das Radar von einem optischen System unterstützt.
Goalkeeper nutzt die 30-mm-Gatlingkanone GAU-8/A Avenger, die auch im Erdkampfflugzeug Fairchild-Republic A-10 eingesetzt wird. Die Kanone wurde ausgewählt, da sie bei ähnlicher Mündungsgeschwindigkeit und Reichweite schwerere Geschosse verschießt als die M61 Vulcan (430 g anstatt 100 g). Das Geschossgewicht ist ein bedeutender Faktor, da Fragmente des zerstörten Flugkörpers noch genug Wucht haben könnten, um das Schiff zu erreichen und zu beschädigen. Daher ist es erforderlich, entweder den Gefechtskopf des Flugkörpers zu treffen oder den Flugkörper vollkommen zu vernichten.
Die Reaktion des Systems auf einen tieffliegenden (engl. sea-skimming) Flugkörper mit einer Geschwindigkeit von Mach 2 dauert von der automatischen Zielerfassung bis zur Zerstörung laut Hersteller 5,5 Sekunden. Das Ziel wird bei einer Entfernung von 1500 m vom Schiff beschossen und bei ungefähr 300 m zerstört.
Es wird vermutet, dass China ein dem Goalkeeper sehr ähnliches System entwickelt hat, das „Type 730“ genannt wird. Ein weiteres sehr ähnliches System ist das von Raytheon produzierte Phalanx CIWS, das sich auch heute noch auf vielen Schiffen im Einsatz befindet.

## Nutzerstaaten

### Aktuell
- Chile – u. a. auf Fregatten der Jacob-von-Heemskerck-Klasse
- Katar – PCFG der Barzan-Klasse
- Niederlande – u. a. auf Fregatten der De-Zeven-Provinciën-Klasse
- Südkorea – u. a. auf Zerstörern der Chungmugong-Yi-Sun-sin-Klasse
- Vereinigte Arabische Emirate – u. a. auf Korvetten der Abu-Dhabi-Klasse

### Ehemalig
- Deutschland – 1990/1 kurzzeitig auf drei Fregatten der Bremen-Klasse[1]
- Vereinigtes Königreich – u. a. auf der Invincible und Fregatten der Broadsword-Klasse

## Technische Daten
| Kenngröße               | Daten                                                           |
| ----------------------- | --------------------------------------------------------------- |
| Höhe                    | 3,71 m über Deck, 6,2 m (insgesamt)                             |
| Gewicht                 | 6372 kg (Kanone mit Munition), 9902 (insgesamt)                 |
| Waffe                   | 30-mm-Gatlingkanone GAU-8/A Avenger/77                          |
| Mündungsgeschwindigkeit | 1109 m/s                                                        |
| Schussrate              | 70 oder 75 Schuss pro Sekunde (4200 Schuss/min.)                |
| Schusswinkel            | +85° bis −25° (verstellbar 80°/s)                               |
| Schussrichtung          | 360° (verstellbar 100°/s)                                       |
| max. Schusszahl/Salve   | 300 Schuss                                                      |
| Nachladezeit            | 9 Minuten (Nachladen findet unter Deck statt)                   |
| Reichweite              | 350 bis 1500–2000 Meter (abhängig von der verwendeten Munition) |
| Abfangreichweite        | 500 m                                                           |
| Kosten                  | 11,7 Mio. €                                                     |